# Calligrapha spiraeae
Espèce
Calligrapha spiraeae est une espèce de petits coléoptères de la famille des Chrysomelidae, un insecte phytophage qui se rencontre du centre jusqu'à l'est de l'Amérique du Nord. Il peut atteindre de 6 à 7 mm de long.

## Description
Sa livrée varie de blanc à ivoire terne, maculée de bandes et points noirs. Certains spécimens peuvent présenter une livrée largement maculée de taches diffuses orangeâtres entre les points et les motifs. Ses élytres présentent une longue bande centrale s'évasant dans la partie supérieure en cinq petits lobes étroits, et deux macules latérales noires et arquées près du pronotum.

## Répartition
En Amérique du Nord, il se rencontre depuis le Centre des États-Unis aux Grands Lacs jusqu'au Maine.

## Cycles
Selon les régions, il se rencontre du mois de mai à août.

## Alimentation
Il s'alimente notamment des feuilles du genre Physocarpus, de la famille des Rosaceae.